# European Mathematical Society

Logo der Europäischen Mathematischen Gesellschaft

Die European Mathematical Society (EMS; deutsch Europäische Mathematische Gesellschaft) ist eine wissenschaftliche Gesellschaft zur Förderung der Entwicklung aller Aspekte der Mathematik in den Ländern Europas. Sie wurde im Jahr 1990 in Madralin in der Nähe von Warschau (Polen) gegründet. Mitglieder der Gesellschaft sind im Jahr 2005 etwa 50 Mathematische Gesellschaften in Europa wie beispielsweise auch die Deutsche Mathematiker-Vereinigung, die Österreichische Mathematische Gesellschaft, die Schweizerische Mathematische Gesellschaft und die Polnische Mathematische Gesellschaft sowie etwa 2000 Einzelpersonen.

## Preise
Sie veranstaltet alle vier Jahre den Europäischen Mathematikerkongress, auf dem auch die EMS-Preise und der Felix-Klein-Preis (seit 1992) der EMS verliehen wird. Ebenfalls wird der Otto-Neugebauer-Preis (nach Otto Neugebauer) seit 2012 verliehen.

## Verlag
Die EMS betreibt ebenfalls einen Verlag für mathematische Literatur, genannt EMS Press (Berlin), welcher aus dem EMS Publishing House (Zürich) 2001 hervorging.